# 瓦拉納西縣
瓦拉納西縣（Varanasi district）是印度的一個縣，位於該國北部，由北方邦負責管轄，面積1,535平方公里，識字率為77.05%，2011年人口3,682,194，人口密度是每平方公里2,399人。

## 外部連結
- 官方网站

25°20′N 83°00′E / 25.333°N 83.000°E